# デイテル (アメリカの企業)
デイテル（DATEL, Inc.）は、かつて存在したアメリカ合衆国の企業である。

## 沿革
- 1970年 - 創業[1]。
- 2004年6月 - アメリカC&Dテクノロジーズに買収される[2][3][4]。
- 2007年8月 - 村田製作所、C&DテクノロジーズのPower Electronics事業部他17社を買収[5][6][7]。
- 2020年10月1日 - アメリカデータ・デバイス・コーポレーションに買収される。